# Iropa Maurice Kouandété
Iropa Maurice Kouandété (22 settembre 1932 – Natitingou, 7 aprile 2003) è stato un politico beninese.
È stato Presidente del Dahomey (attuale Benin) per pochi giorni nel dicembre 1967 e nuovamente nel dicembre 1969, a seguito di due colpi di Stato.